# Comunità Italiana di Romania
La Comunità Italiana di Romania (in romeno Comunitatea Italiana din România, CIR) è stato un partito di minoranza etnica in Romania attivo dal 1992 al 2004, rappresentante della minoranza italo-romena.

## Storia
La Comunità Italiana di Romania esordì nella politica romena con la partecipazione alle elezioni parlamentari del 1992, nelle quali pur ottenendo a livello nazionale solo 4.188 voti (pari allo 0,04%), ottenne un seggio alla Camera dei deputati in base alla legge elettorale che esonera i partiti politici delle minoranze etniche dal superamento della soglia di sbarramento.
Il seggio della CIR venne riconfermato nelle successive elezioni del 1996 e 2000, ma fu perso a partire dalle elezioni parlamentari in Romania del 2004 quando l'Associazione degli Italiani di Romania riuscì a conquistare il seggio riservato alla minoranza italiana.

## Controversie
Il partito partecipò alle elezioni del 2000 insieme alla Associazione degli Italiani di Romania (RO.AS.IT), ma fu in seguito al centro di una disputa giudiziaria: infatti, la RO.AS.IT aveva stretto un'alleanza elettorale con la CIR in base alla quale era stata presentata una lista uninominale con il logo dell'una e la denominazione dell'altra. La lista unica aveva così ottenuto 21.263 voti a livello nazionale ma, benché Mircea Grosaru (membro della RO.AS.IT) avesse ottenuto 5.624 preferenze complessive in 19 delle 42 circoscrizioni elettorali nazionali, il seggio venne assegnato alla nota attrice Ileana Stana-Ionescu (membro della CIR) che aveva ottenuto 2.943 preferenze in una sola circoscrizione. L'ufficio elettorale nazionale aveva cioè deciso di premiare il candidato con più voti ottenuti in una sola ed unica circoscrizione, anziché quello con più preferenze complessive a livello nazionale. Il caso "Grosaru c. Romania" infine arrivò, dopo 10 anni, fino alla Corte europea dei diritti dell'uomo, che con la sentenza n. 78.039/01 del 2 marzo 2010 (pubblicata sul bollettino ufficiale della CEDU nr. 686 dell'11 ottobre 2010) ha riconosciuto le ragioni di Mircea Grosaru, a cui fu anche riconosciuto un risarcimento di 5.000 euro per il danno subito.

## Risultati elettorali
| Elezione | Camera dei deputati | Camera dei deputati | Camera dei deputati | Senato | Senato | Senato |
| Elezione | Voti                | %                   | Seggi               | Voti   | %      | Seggi  |
| -------- | ------------------- | ------------------- | ------------------- | ------ | ------ | ------ |
| 1992     | 4.188               | 0,04                | 1                   | -      | -      | -      |
| 1996     | 11.454              | 0,09                | 1                   | -      | -      | -      |
| 2000     | 21.263              | 0,19                | 1                   | -      | -      | -      |
| 2004     | 5.181               | 0,05                | 0                   | -      | -      | -      |

## Deputati eletti
- 1992-1996: Valentin Iuliano[3]
- 1996-2000: Marilena Dumitrescu[4]
- 2000-2004: Ileana Stana-Ionescu[5]